# Bacilly
Bacilly település Franciaországban, Manche megyében. Lakosainak száma 935 fő (2022. január 1.). Bacilly Dragey-Ronthon, Genêts, Lolif, Marcey-les-Grèves, Vains és Sartilly-Baie-Bocage községekkel határos.

## Népesség
A település népességének változása:
| Lakosok száma | 781  | 673  | 644  | 771  | 921  | 929  | 935  | 956  | 963  | 935  |
|               | 1968 | 1982 | 1990 | 2006 | 2013 | 2015 | 2017 | 2019 | 2020 | 2022 |